# Station Eu-la Mouillette
Station Eu - la Mouillette is een spoorwegstation in de Franse gemeente Eu.